# كرايغ غيلروي
كرايغ غيلروي (بالإنجليزية: Craig Gilroy)‏ هو لاعب اتحاد الرغبي بريطاني، ولد في 11 مارس 1991 في بلفاست في المملكة المتحدة.

## وصلات خارجية
- كرايغ غيلروي عل موقع إسبنسكروم (الإنجليزية)
- كرايغ غيلروي على موقع ItsRugby.co.uk (الإنجليزية)